# Episodi di Alcoa Theatre (terza stagione)
La terza stagione della serie televisiva Alcoa Theatre è stata trasmessa in anteprima negli Stati Uniti d'America dalla NBC tra il 21 settembre 1959 e il 23 maggio 1960.
| nº | Titolo originale            | Titolo italiano | Prima TV USA      | Prima TV Italia |
| -- | --------------------------- | --------------- | ----------------- | --------------- |
| 1  | Another Day, Another Dollar |                 | 21 settembre 1959 |                 |
| 2  | Operation Spark             |                 | 5 ottobre 1959    |                 |
| 3  | Day the Devil Hid           |                 | 2 novembre 1959   |                 |
| 4  | Small Bouquet               |                 | 16 novembre 1959  |                 |
| 5  | Shadow of Evil              |                 | 30 novembre 1959  |                 |
| 6  | The Long House on Avenue A  |                 | 14 dicembre 1959  |                 |
| 7  | Tom, Dick, and Harry        |                 | 26 ottobre 1959   |                 |
| 8  | Girls About Town            |                 | 2 novembre 1959   |                 |
| 9  | The Last Flight Out         |                 | 25 gennaio 1960   |                 |
| 10 | Minister Accused            |                 | 8 febbraio 1960   |                 |
| 11 | Face to Face                |                 | 22 febbraio 1960  |                 |
| 12 | Chinese Finale              |                 | 7 marzo 1960      |                 |
| 13 | The Tweed Hat               |                 | 21 marzo 1960     |                 |
| 14 | The Glorious Fourth         |                 | 4 aprile 1960     |                 |
| 15 | The Observer                |                 | 18 aprile 1960    |                 |
| 16 | You Should Meet My Sister   |                 | 16 maggio 1960    |                 |
| 17 | 333 Montgomery              |                 | 13 giugno 1960    |                 |
| 18 | Action Off Screen           |                 | 11 gennaio 1960   |                 |
| 21 | Capital Gains               |                 | 1º febbraio 1960  |                 |
| 23 | Morning Boat to Africa      |                 | 15 febbraio 1960  |                 |
| 24 | The Silent Kill             |                 | 22 febbraio 1960  |                 |
| 34 | Forced Landing              |                 | 2 maggio 1960     |                 |